# Fanserwis
Fanserwis lub fan serwis (jap. ファンサービス fansābisu; wasei-eigo utworzone od słów fan oraz service) – elementy pojawiające się danym utworze mające jedynie na celu spełnianie życzeń fanów lub (nadrzędnie, ale niekoniecznie jedynie) przyciągnięcie widzów. Niekoniecznie muszą obejmować na przykład daną scenę w anime; sam fanserwis bywa realizowany także poza samym utworem. 

Przykład fanserwisu – Wikipe-tan w bikini

Szczególnie popularny jest w shōnen-mangach. 
Przykładami fanserwisu, z jakim można spotkać się w mandze i anime są:
- ujęcia przedstawiające jedną (lub wiele) bohaterek w różnych stadiach negliżu lub pozycjach uwidaczniających jej wdzięki[2];
- pokazywanie bohaterek w pozach stylizowanych na pin-up[2];
- pokazywanie postaci w strojach pokojówek, pielęgniarek czy króliczków, skąpych strojach kąpielowych, nagich w wannie[2][4] czy też ubranych w yukaty na letnich festynach[3];
- ukazywanie bohaterów półnagich i w ponętnych pozach[2];
- ukazywanie postaci w takich miejscach jak plaże czy gorące źródła[3];
- sceny i/lub wątki sugerujące niepotwierdzane fabularnie uczucia romantyczne między postaciami (co sprzyja shippingowi(inne języki))[3];
- dla fanów militariów: szczegółowe i wierne ukazanie broni czy pojazdów wojskowych[3].